# Lamba
Lamba ist eine Sprache in Sambia.
Es ist mit Bemba verwandt und wird allgemein im Kupfergürtel gesprochen. Für etwa 210.000 Menschen in Nord-Sambia und am Südrand der Demokratischen Republik Kongo stellt es die Muttersprache dar. Durch zahlreiche Migranten, die nach Lusaka gezogen sind, ist Lamba auch dort verbreitet.
Lamba gehört zu den Bantusprachen (Tatsächlich heißt mu ntu „eine Person“ auf Lamba und ba ntu bedeutet „zwei oder mehr Personen“). Nach Ansicht einiger Linguisten bildet Lamba nur einen Dialekt von Bemba. Obwohl die beiden Sprachen viele Wörter gemein haben, sind sie nicht so eng miteinander verwandt wie etwa Schweizerdeutsch mit Hochdeutsch.

## Weblink
- Klassifikation auf ethnologue.com (in englischer Sprache)